# Hercostomus nigriplantis
Hercostomus nigriplantis är en tvåvingeart som först beskrevs av Hermann Friedrich Stannius 1831.  Hercostomus nigriplantis ingår i släktet Hercostomus och familjen styltflugor. Arten är reproducerande i Sverige. Inga underarter finns listade i Catalogue of Life.